# Sentōin, haken-shimasu!
Sentōin, haken-shimasu! (Nhật: 戦闘員、派遣します！ n.đ.: "Chiến Đấu Viên, đi phái cử!") là một series light novel Nhật Bản được viết bởi Akatsuki Natsume và minh hoạ bởi Kakao Rantan. Series đã được Kadokawa Shoten phát hành sáu tập từ tháng 11 năm 2017 dưới ấn hiệu Kadokawa Sneaker Bunko. Một bộ manga dựa trên light novel do Kiasa Masa'aki sáng tác và đăng trên tạp chí Monthly Comic Alive từ tháng 3 năm 2018, đã được soạn thành bảy tập tankōbon. Một bản chuyển thể anime do J.C.Staff sản xuất phát sóng từ tháng 4 đến tháng 6 năm 2021. Muse Việt Nam công chiếu anime tại Việt Nam dưới tựa đề "Chiến binh sẽ được phái đi!".

## Cốt truyện
Tổ chức bí mật "Kisaragi" là một tổ chức lớn có mục đích thống trị thế giới. Sau khi vừa đạt được việc thống trị Trái đất, Tổ chức Kisaragi lên kế hoạch xâm lược các hành tinh khác, cũng để giải quyết vấn đề tái cấu trúc lại hoạt động cho các chiến đấu viên còn sống. Mặc dù cố gắng né nhiệm vụ nhưng Chiến Đấu Viên Số Sáu vẫn bị chọn làm người tiên phong, cùng với android hỗ trợ là Kisaragi-Alice, cả hai được Tổ chức Kisaragi dịch chuyển đến một hành tinh trông giống Trái Đất để hoạt động.
Sau khi đến nơi, Số Sáu nhận ra hành tinh mà Tổ chức Kisaragi chọn làm mục tiêu xâm lược này lại có một thế giới kỳ ảo, tồn tại phép thuật. Con người ở đây được trị vì bởi Vương quốc Grace, đang trong chiến tranh với những kẻ xâm lược của Quân đoàn Ma Vương Heine. Thâm nhập vào Vương quốc Grace với tư cách chuyên gia chiến đấu, Số Sáu vừa đi chiêu mộ những đồng minh mang trong người vài tật xấu như Rose và Grim, giúp Kị sĩ Snow và Vương quốc Grace đánh đuổi Quân đoàn Ma Vương, nhưng mặt khác cũng phải thu thập đủ "điểm Ác Hành" qua những hành vi dâm dê đê tiện và quấy rối phái nữ để triển khai tác chiến xâm lược hành tinh này cho Tổ chức Kisaragi.

## Nhân vật
Chiến Đấu Viên Số Sáu (戦闘員六号 (Chiến Đấu Viên Lục Hiệu) Sentōin Roku-gō)
Lồng tiếng bởi: Shirai Yusuke
Nhân vật chính. Một trong những Chiến đấu viên đầu tiên của Tổ chức Kisaragi, tên thật vẫn chưa được tiết lộ. Số Sáu được phái làm người đi do thám trước cho Tổ chức Kisaragi ở hành tinh của mục tiêu xâm lược (anh bị chọn bằng cách tung xúc xắc), và liên tục khiến bản thân rơi vào những tình huống dâm dê đê tiện qua những hành vi quấy rối phái nữ để tăng điểm Ác Hành của mình. Những chiến thuật khôn ngoan của Số Sáu rất hữu ích trong việc chiến đấu chống lại những kẻ địch quái quỷ mà anh ta gặp phải.
Kisaragi-Alice (キサラギ＝アリス Kisaragi=Arisu)
Lồng tiếng bởi: Tomita Miyu
Một android chiến đấu tính năng cao do Lilith tạo ra, hỗ trợ cho Số Sáu. Alice có vẻ bề ngoài là một cô bé trẻ con, nhưng ngược lại giọng điệu có phần chững chạc. Mặc dù có nhiều phát ngôn sâu cay với Số Sáu là người mà cô phải hỗ trợ, cô vẫn tin tưởng anh như một đối tác. Alice là một người tin về chủ nghĩa khoa học và ghét những điều huyền bí như xác sống và ma thuật.
Snow (スノウ Sunō)
Lồng tiếng bởi: Kikuchi Sayaka
Nữ Đội trưởng Kị sĩ đoàn cận vệ của Vương quốc Grace. Là một đứa trẻ mồ côi có xuất thân từ khu ổ chuột, cô đã rèn luyện chăm chỉ để có được vị trí hiện tại. Mặc dù ăn mặc hở hang nhưng cô lại khá ngây thơ về chuyện trai gái, nên luôn bị dao động bởi những lời trăng bướm hay hành động dâm dê của Số Sáu.
Rose (ロゼ Roze)
Lồng tiếng bởi: Murakami Natsumi
Một nữ Chimera hoá dạng người được Số Sáu tuyển dụng làm thành viên chiến đấu cho đội du kích.
Grim (グリム Gurimu)
Lồng tiếng bởi: Takahashi Minami
Một nữ Đại giám mục được Số Sáu tuyển dụng làm thành viên chiến đấu cho đội du kích.
Astaroth (アスタロト Asutaroto)
Lồng tiếng bởi: Watabe Sayumi
Cán bộ tối cao của Tổ chức Kisaragi.
Belial (ベリアル Beriaru)
Lồng tiếng bởi: Hidaka Rina
Cán bộ tối cao của Tổ chức Kisaragi.
Lilith (リリス Ririsu)
Lồng tiếng bởi: Ishihara Kaori
Cán bộ tối cao của Tổ chức Kisaragi.
Cristoseles Tillis Grace (クリストセレス・ティリス・グレイス Kurisutoseresu Tirisu Gureisu)
Lồng tiếng bởi: Maeda Kaori
Công chúa của Vương quốc Grace.
Heine (ハイネ Haine)
Lồng tiếng bởi: Seto Asami
Một trong Tứ Thiên Vương của Quân đoàn Ma Vương.

## Phương tiện

### Light novel
Tập đầu tiên được Kadokawa Shoten phát hành vào ngày 1 tháng 11 năm 2017 dưới nhãn Kadokawa Sneaker Bunko. Hiện tại đã phát hành 6 tập.
| # | Ngày phát hành | ISBN              |
| - | -------------- | ----------------- |
| 1 | 1/11/2017      | 978-4-04-106110-7 |
| 2 | 1/5/2018       | 978-4-04-106112-1 |
| 3 | 1/4/2019       | 978-4-04-107556-2 |
| 4 | 1/9/2019       | 978-4-04-107557-9 |
| 5 | 1/1/2020       | 978-4-04-108974-3 |
| 6 | 1/9/2020       | 978-4-04-108974-3 |
| 7 | 1/6/2022       | 978-4-04-109538-6 |

### Manga
Một manga chuyển thể được vẽ bởi Kiasa Masa'aki được đăng nhiều kỳ trên tạp chí manga seinen Nguyệt san Comic Alive bắt đầu từ tháng 3 năm 2018, đã được biên soạn thành 6 tập tankōbon.
| # | Ngày phát hành | ISBN              |
| - | -------------- | ----------------- |
| 1 | 23/8/2018      | 978-4-04-065045-6 |
| 2 | 23/3/2019      | 978-4-04-065494-2 |
| 3 | 20/9/2019      | 978-4-04-064027-3 |
| 4 | 23/3/2020      | 9784-04-064500-1  |
| 5 | 23/9/2020      | 978-4-04-064893-4 |
| 6 | 23/3/2021      | 978-4-04-680305-4 |

### Anime
Trong một buổi livestream nhân kỷ niệm một năm thành lập trang web light novel "Kimirano" của Kadokawa vào ngày 15 tháng 3 năm 2020, có thông báo rằng bộ truyện sẽ được chuyển thể thành anime truyền hình. Anime được sản xuất bởi J.C.Staff và được phát sóng tập đầu vào ngày 4 tháng 4 năm 2021 trên AT-X, Tokyo MX, Kyoto BS, SUN và BS-NTV. Akagi Hiroaki là đạo diễn, với Sugawara Yukie viết kịch bản, Suwa Sōta thiết kế các nhân vật và Kōda Masato soạn nhạc cho anime. Funimation là đồng sản xuất và phát sóng trực tuyến trên trang web của họ ở Bắc Mỹ và Đảo Anh, phát sóng ở Châu Âu thông qua Wakanim, và ở Úc với New Zealand thông qua AnimeLab. Muse Communication đã được cấp phép cho anime ở Đông Nam Á và Nam Á, đồng thời phát trực tuyến trên kênh YouTube Muse Asia và Bilibili của họ. Itō Miku thể hiện bài nhạc nền mở đầu "No.6" (Number Six), trong khi các diễn viên lồng tiếng là Tomita Miyu, Kikuchi Sayaka, Murakami Natsumi và Takahashi Minami thể hiện bài nhạc chủ đề kết thúc "Home Sweet Home" với tư cách là các nhân vật tương ứng của họ. Anime sẽ phát sóng trong 12 tập.